# William Cavendish, 2:e hertig av Devonshire

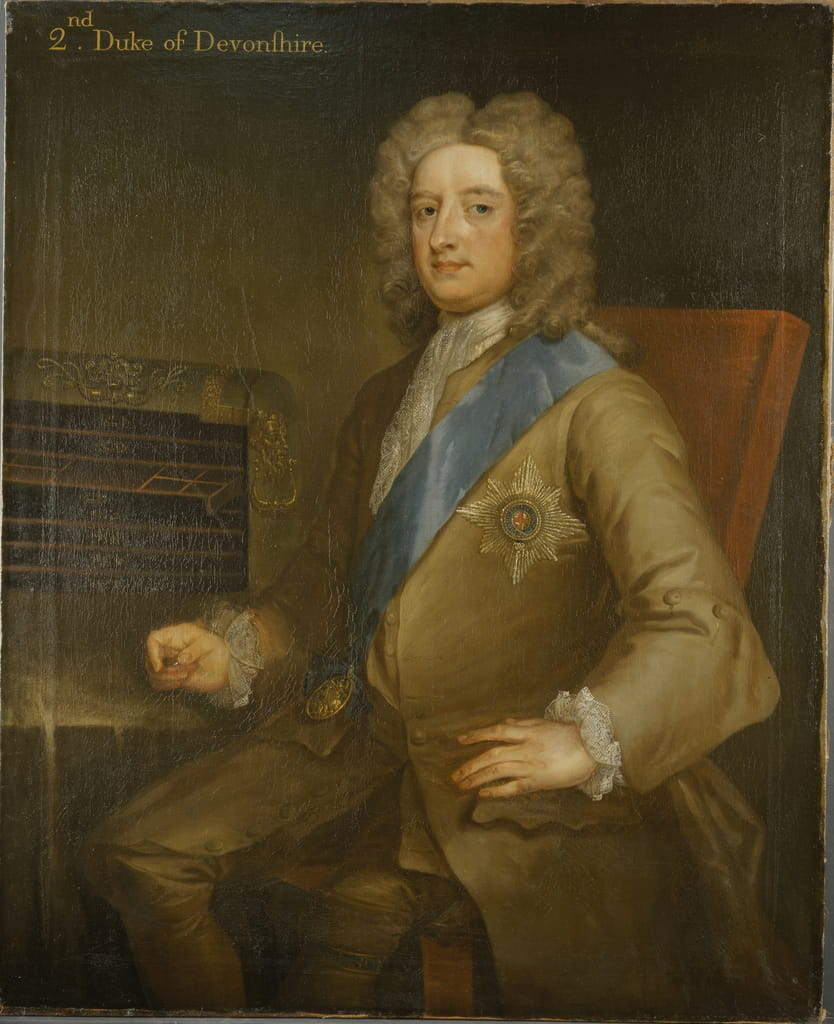
William Cavendish, 2:e hertig av Devonshire.

William Cavendish, 2:e hertig av Devonshire, född 1673, död 1729, var en brittisk adelsman och politiker. Han var son till William Cavendish, 4:e earl och 1:e hertig av Devonshire.
Han gifte sig 1688 med Rachel Russell (1673–1725), dotter till Rt Hon. William Russell, lord Russell. 
William Cavendish var parlamentsledamot (whig) 1695–1707. Han var Lord Steward of the Household för drottning Anna av Storbritannien 1707–1710. Han var också Lord President of the Privy Council 1716–1717, liksom 1725–1729.

## Barn
- Lord James Cavendish (d. 1741)
- Lord Charles Cavendish, gift med Lady Anne Grey
- Lady Elizabeth Cavendish (d. 1747), gift med Sir Thomas Lowther, 2nd Bt
- William Cavendish, 3:e hertig av Devonshire (1698–1755), gift med Catherine Hoskins (d. 1777)